# Lon Satton
Lon Satton (Jacksonville, 11 febbraio 1927 – 30 ottobre 2020) è stato un attore statunitense.

## Biografia
Attivo in campo teatrale, televisivo e cinematografico, Lon Satton si è affermato soprattutto come interprete di musical. Dopo aver fatto il suo debutto a Broadway nel 1958 in The Body Beautiful, la carriera di Satton si svolse prevalentemente sulle scene del West End londinese.
Qui recitò infatti in numerosi musical, tra cui Golden Boy (1968), L'opera da tre soldi (1972), Mardi Gras (1976), Bubbling Brown Sugar (1977) e Starlight Express (1984), per cui ottenne una candidatura al Laurence Olivier Award al miglior attore in un musical, il massimo riconoscimento del teatro britannico.

## Filmografia

### Cinema
- Un uomo per Ivy (For Love of Ivy), regia di Daniel Mann (1968)
- 6 dannati in cerca di glorie (The Invincible Six), regia di Jean Negulesco(1970)
- Hello Goodbye, regia di Jean Negulesco (1970)
- Agente 007 - Vivi e lascia morire (Live and Let Die), regia di Guy Hamilton (1973)
- La vendetta della Pantera Rosa (The Revenge of the Pink Panther), regia di Blake Edwards (1978)

### Televisione
- Spazio 1999 - serie TV, 1 episodio (1975)
- Quiller - serie TV, 2 episodi (1975)